# Emeljanopleroma satrapa
Emeljanopleroma satrapa är en insektsart som först beskrevs av Dlabola 1981.  Emeljanopleroma satrapa ingår i släktet Emeljanopleroma och familjen Kinnaridae. Inga underarter finns listade i Catalogue of Life.